# Colpochila pulchella
Colpochila pulchella är en skalbaggsart som beskrevs av Blackburn 1890. Colpochila pulchella ingår i släktet Colpochila och familjen Melolonthidae. Inga underarter finns listade i Catalogue of Life.